# Anna Gunn
Anna Gunn, född 11 augusti 1968 i Cleveland, Ohio, är en amerikansk skådespelare.
Hon är kanske främst känd för sina roller som Jean Ward i TV-serien Advokaterna, som Martha Bullock i Deadwood och som Skyler White i Breaking Bad. 2013 och 2014 vann hon en Emmy Award i kategorin Bästa kvinnliga biroll i en dramaserie för rollen i Breaking Bad.

## Filmografi (i urval)

### Filmer
- 1992 - Mördande oskuld - Celeste
- 1994 - Junior - receptionist på Casitas Madres
- 1998 - Enemy of the State - Emily Reynolds

### TV-serier
- 1992-1993 - Down the Shore - Arden, 29 avsnitt
- 1993 - Seinfeld - Amy, 1 avsnitt
- 1994 - På spaning i New York - Kimmy, 2 avsnitt
- 1996 - Chicago Hope - Megan Stanard, 1 avsnitt
- 1997-2002 - Advokaterna - Jean Ward, 10 avsnitt
- 1999 - Cityakuten - Ekabos advokat, 1 avsnitt
- 2004 - Six Feet Under - Madeleine, 1 avsnitt
- 2005-2006 - Deadwood - Martha Bullock, 24 avsnitt
- 2008-2013 - Breaking Bad - Skyler White, 62 avsnitt